# Mistrzostwa Azji w Saneczkarstwie 2017
2. Mistrzostwa Azji w saneczkarstwie 2016 odbyły się w dniach 22 – 23 grudnia 2016 roku w japońskim Nagano. Zawodnicy rywalizowali w dwóch konkurencjach: jedynkach kobiet, jedynkach mężczyzn oraz w dwójkach mężczyzn.

## Terminarz
| Data            | Miejscowość | Konkurencja      | Złoto         | Srebro        | Brąz       |
| --------------- | ----------- | ---------------- | ------------- | ------------- | ---------- |
| 23 grudnia 2016 | Nagano      | Jedynki kobiet   | Lin Sin-rong  | Lin Jr―yun    | Yui Otaka  |
| 23 grudnia 2016 | Nagano      | Jedynki mężczyzn | Keshavan Siva | Shohei Tanaka | Lien Te-an |
| 23 grudnia 2016 | Nagano      | Dwójki mężczyzn  |               |               |            |

## Wyniki

### Jedynki kobiet
- Data / Początek: Piątek 23 grudnia 2016

| Medal | Zawodniczka      | Narodowość      | 1. zjazd | 2. zjazd | Czas     | Strata  |
| ----- | ---------------- | --------------- | -------- | -------- | -------- | ------- |
|       | Lin Sin-rong     | Chińskie Tajpej | 49,282   | 49,057   | 1:38,339 | ―       |
|       | Lin Jr-yun       | Chińskie Tajpej | 49,404   | 49,561   | 1:38,965 | +0,626  |
|       | Yui Otaka        | Japonia         | 54,629   | 52,191   | 1:46,820 | +8,481  |
| 4.    | Inase Miura      | Japonia         | 57,358   | 51,629   | 1:48,987 | +10,648 |
| 5.    | Miyashita Nanami | Japonia         | 57,271   | 54,315   | 1:51,586 | +13.247 |

### Jedynki mężczyzn
- Data / Początek: Piątek 23 grudnia 2016

| Medal | Zawodniczka    | Narodowość      | 1. zjazd | 2. zjazd | Czas     | Strata |
| ----- | -------------- | --------------- | -------- | -------- | -------- | ------ |
|       | Keshavan Siva  | Indie           | 50,105   | 49,857   | 1:39,962 | ―      |
|       | Shohei Tanaka  | Japonia         | 53,234   | 51,640   | 1:44,874 | +4,912 |
|       | Lien Te-an     | Chińskie Tajpej | 52,690   | 52:430   | 1:45,120 | +5,158 |
| 4.    | Yohan Yamaura  | Japonia         | dsq      |          |          |        |
| 5.    | Azuma Shunsuke | Japonia         | dsq      |          |          |        |

### Dwójki mężczyzn
- Data / Początek: Piątek 23 grudnia 2016

| Medal | Zawodnicy | Narodowość | 1. zjazd | 2. zjazd | Czas | Strata |
| ----- | --------- | ---------- | -------- | -------- | ---- | ------ |
|       |           |            |          |          |      | -      |
|       |           |            |          |          |      |        |
|       |           |            |          |          |      |        |
| 4.    |           |            |          |          |      |        |
| 5.    |           |            |          |          |      |        |
| 6.    |           |            |          |          |      |        |
| 7.    |           |            |          |          |      |        |
| 8.    |           |            |          |          |      |        |
| 9.    |           |            |          |          |      |        |
| 10.   |           |            |          |          |      |        |

## Klasyfikacja medalowa
| Miejsce | Państwo         |   |   |   | Razem |
| ------- | --------------- | - | - | - | ----- |
| 1.      | Chińskie Tajpej | 1 | 1 | 1 | 3     |
| 2.      | Indie           | 1 | 0 | 0 | 1     |
| 3.      | Japonia         | 0 | 1 | 1 | 2     |